# Stonewall Jackson (U-Boot)
Die Stonewall Jackson, auch USS Stonewall Jackson (Kennung: SSBN-634), war ein atomgetriebenes U-Boot mit ballistischen Raketen der Lafayette-Klasse (James-Madison-Gruppe) der United States Navy, das von 1964 bis 1995 in Dienst stand. Sie wurde nach dem General Thomas Jonathan Jackson, bekannt als Stonewall Jackson  benannt, der im Heer der Konföderierten Staaten von Amerika gekämpft hat.

## Geschichte
Die Stonewall Jackson wurde 1961 bei Mare Island Naval Shipyard in Auftrag gegeben und 1962 dort auf Kiel gelegt. Der Stapellauf erfolgte nach rund eineinhalb Jahren, im August 1964 wurde das Boot schließlich bei der United States Navy in Dienst gestellt.
Danach erfolgten erste Trainingsfahrten, die am 2. Dezember in dem ersten Abschuss einer Interkontinentalrakete gipfelten. Das U-Boot wurde in Apra Harbor auf Guam stationiert, von wo es die ersten fünf Jahre fuhr. 1970 folgte die Zuweisung zur Atlantikflotte. Dort wurde noch im selben Jahr eine Überholung in der Werft von Electric Boat durchgeführt. Im Anschluss wurde die Stonewall bis 1978 in Holy Loch, Schottland stationiert. Bis 1980 folgte eine zweite Überholung, diesmal in der Portsmouth Naval Shipyard. Ab 1982 operierte das Boot schließlich aus der Naval Submarine Base Kings Bay.
Am 9. Februar 1995 wurde die Stonewall Jackson außer Dienst gestellt und noch im selben Jahr in der Puget Sound Naval Shipyard im Rahmen des Ship-Submarine Recycling Program abgebrochen.